# John A. Kantara
John Amoateng Kantara (* 1964 in Bonn) ist ein Regisseur, Autor und Journalist und Hochschullehrer.

## Leben
John A. Kantara studierte nach seinem Wehrdienst als Sanitäter bei Bundesmarine von 1986 bis 1991 Politikwissenschaft an der Freien Universität in Berlin. In seiner Diplomarbeit Schwarze Deutsche – ihre Geschichte und Strukturen ihrer Eigenorganisation (1991) beschäftigte er sich mit den Anfängen der Initiative Schwarze Menschen in Deutschland e. V., die er 1987 mitbegründet hatte. Im selben Jahr gründete er gemeinsam mit anderen Berliner Afrodeutschen die Zeitschrift afro look. 1992 absolvierte er seinen Master of Arts im Fach International Journalism an der City University in London.
Von 1992 bis 2000 war er Redakteur bei Die Zeit-TV. Seit 2000 ist er als freier Journalist und TV-Autor u. a. für das ZDF, 3sat und Sat.1 tätig. Darüber hinaus schreibt er für verschiedene in- und ausländische Zeitungen. Außerdem ist er seit 2011 Professor für Journalismus an der Dekra-Hochschule Berlin.

## Preise und Auszeichnungen
2007 wurde er für einen Beitrag in der Frankfurter Allgemeinen Sonntagszeitung mit dem Journalistenpreis PUNKT ausgezeichnet und 2010 mit dem Europäischen Journalistenpreis. 2012 erhielt Kantara den Georg von Holtzbrinck Preis für Wissenschaftsjournalismus und 2013 den Otto-Brenner-Preis für kritischen Journalismus. 2018 gewann er den Medienpreis Urologie.

## Artikel
- Schwarz sein und deutsch dazu. In: Die Zeit, Nr. 18/1998
- Muhammad Ali mit Hans-Jürgen Massaquoi. In: Die Zeit, Nr. 42/1999
- No Go Deutschland. In: ZEIT Online, 19. Mai 2006
- Afrika hat schon gewonnen. Kommentar zur Fußball-WM 2006. In: ZEIT Online, 19. Mai 2006
- Der Krieg war aus, Dov Shenkal und seine Freunde hatten nur ein Ziel: Vergeltung für den Massenmord an den Juden. Auf eigene Faust suchten sie Schuldige – und töteten sie. Ein Besuch bei drei Männern, die nichts bereuen. In: Die Zeit, 5. Dezember 1997

## Filmbeiträge
- Blues in schwarzweiß – Vier schwarze deutsche Leben (1998)
- Und wir waren Deutsche – Vom Überleben des Hans-Jürgen Massaquoi und Ralph Giordano (1999)
- Dumm geboren und nichts dazu gelernt? – Intelligenzforschung zwischen Rassismus und flexiblen Erbanlagen. In: 3sat Mediathek, 2014 (abgerufen am 7. Juli 2014)[1]
- Der große Steuerbetrug Bei: Die Story im Ersten, 29. Juni 2015
- Armee ohne Kompass – Wohin marschiert die Bundeswehr? Bei: ZDFzoom vom 26. September 2018